# Boeing-Stearman Model 75
Die Boeing-Stearman Model 75 ist ein Doppeldecker-Schulflugzeug des US-amerikanischen Flugzeugherstellers Boeing-Stearman. 

## Bauart und Einsatzzweck
Die Boeing Stearman ist einer der bekanntesten und meistgebauten Doppeldecker, über 8.500 Stück wurden ab 1934 produziert. Das US Army Air Corps setzte sie mit den Bezeichnungen PT-13, PT-17 und PT-18 Kaydet als Schulflugzeuge ein. Bei der United States Navy wurde sie als N2S bezeichnet. Von der PT-27 wurden ab 1942 300 Stück an die Royal Canadian Air Force geliefert, von der PT-17 gingen 150 Stück nach China (einschließlich Lizenz zum Nachbau) und insgesamt rund 50 nach Brasilien, Dominikanische Republik, Guatemala, Kuba und Venezuela. Nach Angaben von Boeing wurden 8.584 Maschinen produziert sowie weitere 2.000 in Form von Ersatzteilen.
Nach 1945 wurden 2100 Maschinen als Sprühflugzeuge in der Landwirtschaft eingesetzt. Dazu wurden die Flügel aluminiumbeplankt, da die Chemikalien die Stoffbespannung angegriffen hätten. Mit einer dieser Maschinen fand am 12. August 1955 im Mendocino National Forest der weltweit erste erfolgreiche Einsatz als Löschflugzeug statt. Die Maschine konnte ca. 640 Liter Wasser (170 Gallonen) mitführen.
In weiterer Folge wurden diese Flugzeuge mit stärkeren Motoren wie dem Pratt & Whitney R-985 Wasp junior ausgestattet.

### Super Stearman
Die Super Stearman ist die Sportversion dieses Flugzeugs.
Im Gegensatz zur klassischen Version wurde sie mit einer Motorhaube versehen, trägt eine rot-weiße Lackierung und hat vier Querruder.
Bekannt wurde die Super Stearman als Akrobatik-Star bei vielen Flugshows.

## Versionen

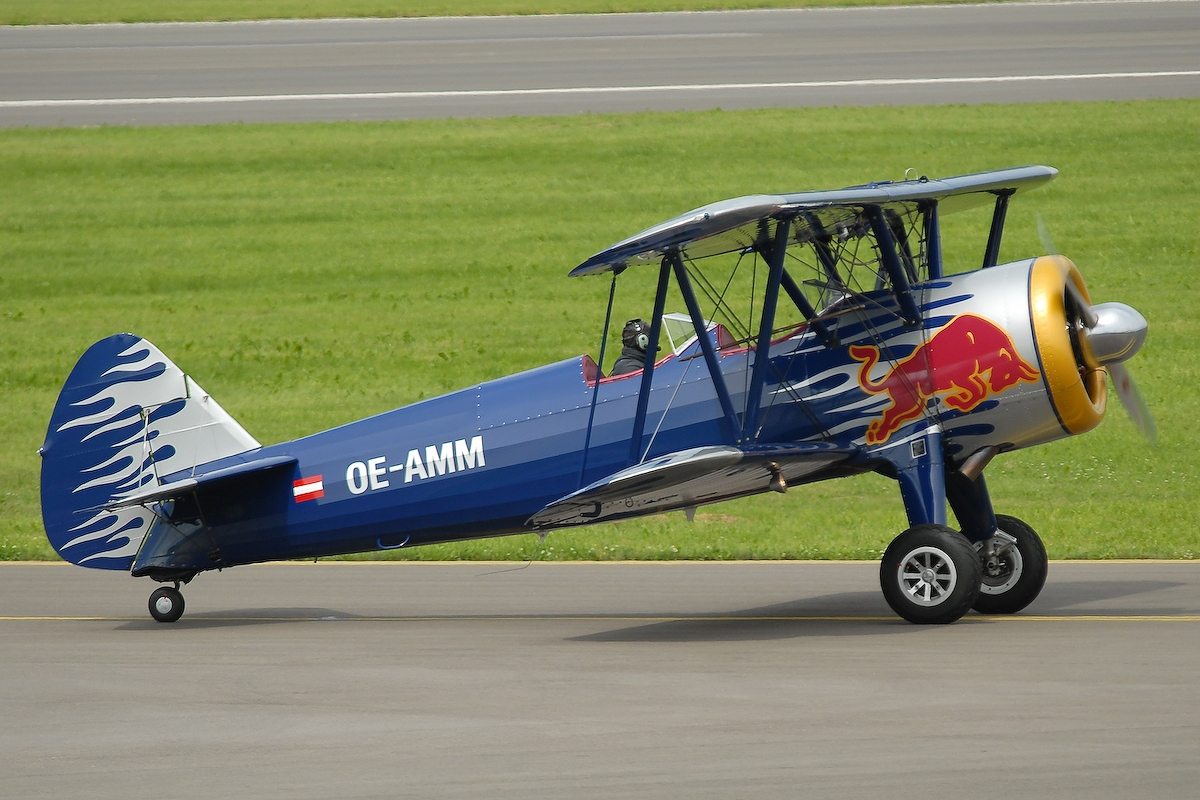
Boeing PT-13D in Zeltweg, 2009

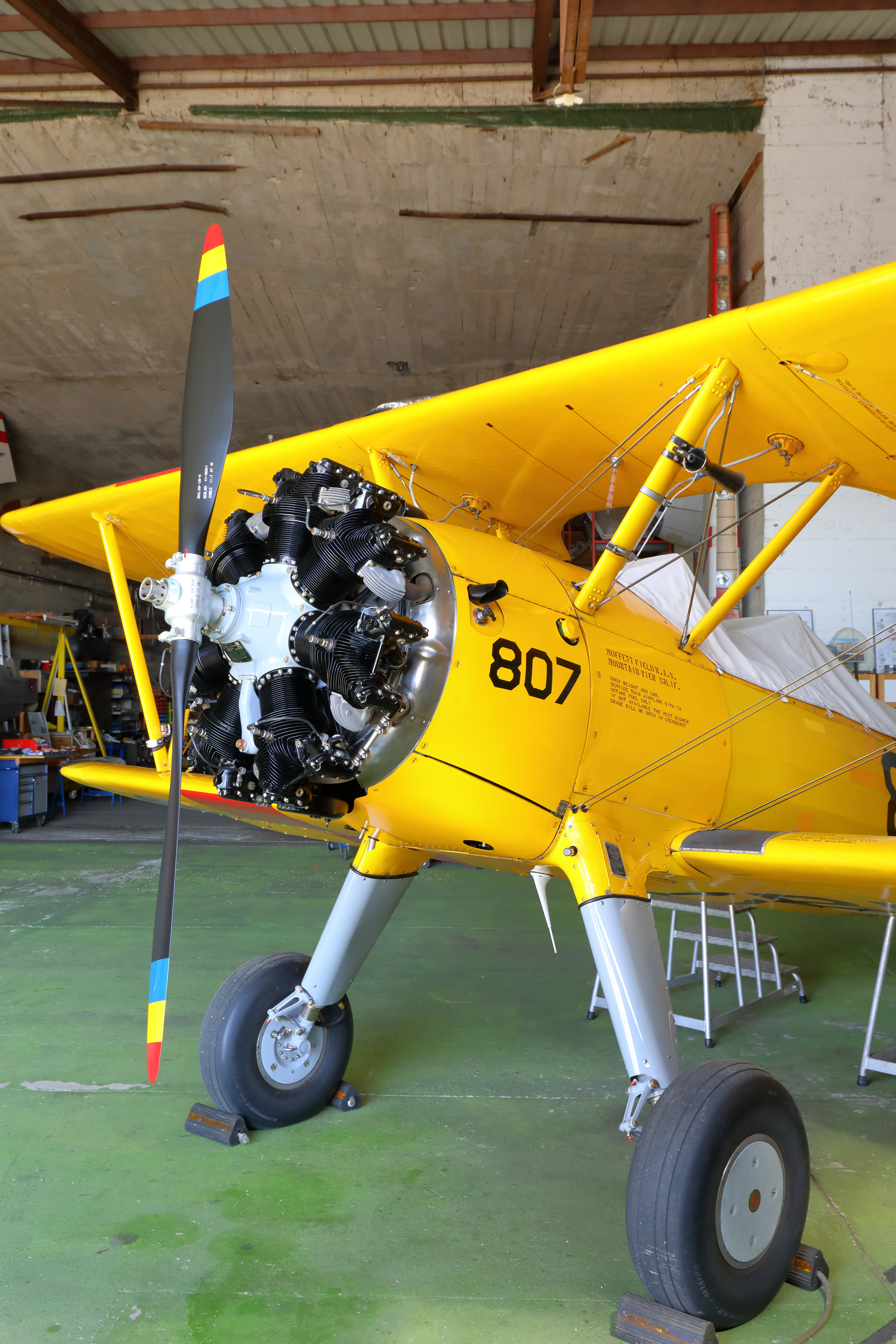
Bug einer Boeing Stearman A75N1

Die FAA führt in dem zugehörigen zivilen Kennblatt A-743 folgende Versionen auf:
- A75L3: Lycoming Sternmotor vom Typ R-680-B4C, -B4D oder -B4E
- 75: (Army PT-1) Lycoming Sternmotor vom Typ R-680-B4C, -B4D oder -B4E
- B75: (Navy N2S-5)  Lycoming Sternmotor vom Typ R-680-B4C, -B4D oder -B4E
- E75: (Army PT-13D, Navy N2S-5, PT-13D/N2S-5) Lycoming Sternmotor vom Typ R-680-B4C, -B4D oder -B4E
- A75J1: (Army PT-18)  Jacobs R-755-7 Sternmotor
- A75L300: Modifikation der 75er Versionen auf die Lycoming Sternmotoren Lycoming B680-E3, -E3A oder Lycoming R680-E3B
- A75N1: (Army PT-17, -17A; Navy N2S-1, -4) Continental Sternmotoren W-670-6A oder -6N
- B75N1: (Navy N2S-3) Continental Sternmotoren W-670-6A oder -6N
- D75N1: (Army PT-27) Die Bezeichnung für die B75N1 für die Army.
- IB75A: Pratt & Whitney Sternmotor T1B-3 (R-985-AN1 oder -AN-3)
- E75N1: (Diese Angabe findet sich auf dem Typenschild, entspricht jedoch der E75 (Army PT-13D, Navy N2S-5 or PT-13D/N2S-5))

Die USAAF setzte folgende Versionen ein:
- PT-13: luftgekühlter Neunzylinder-Sternmotor Typ Lycoming R-680, 2.141 wurden gebaut.
  - PT-13: R-680-B4B Motor, 26 wurden gebaut (Boeing Model 75).
  - PT-13A: R-680-7 Motor, 92 wurden 1937/38 gebaut.
  - PT-13B: R-680-11 Motor, 255 wurden 1939/40 gebaut.
  - PT-13C: Ausrüstung von sechs PT-13B für die Instrumentenflugschulung.
  - PT-13D: PT-13A mit R-680-17 Motor, 353 wurden gebaut.

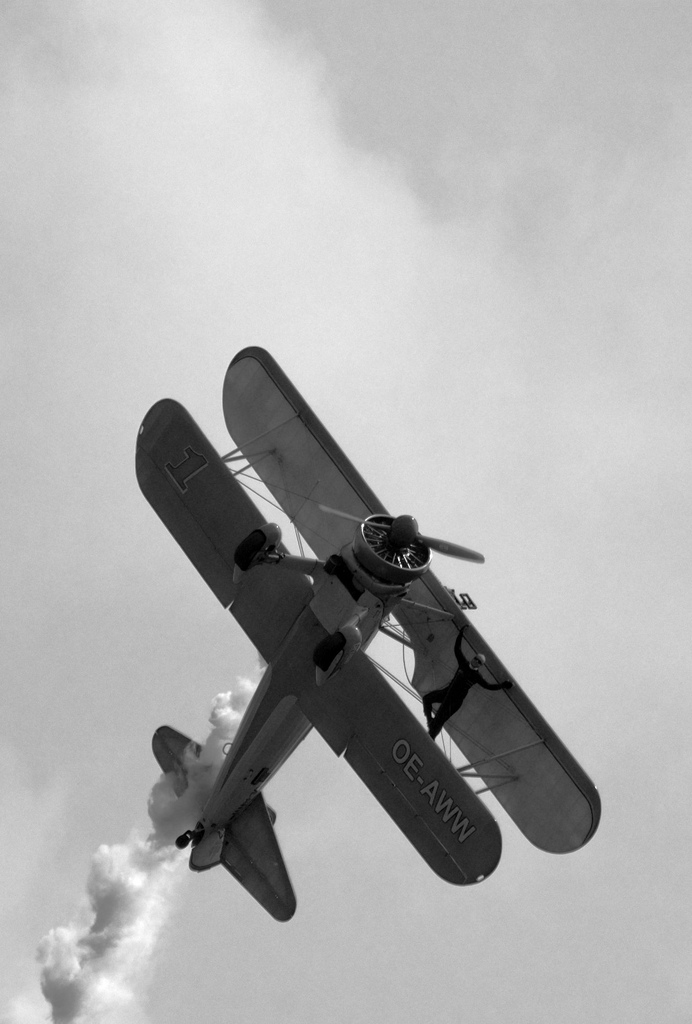
PT-17 beim Wingwalking auf der Aero Friedrichshafen 2009

- PT-17: luftgekühlter Siebenzylinder-Sternmotor Typ Continental R-670-5, 3.519 wurden gebaut.
  - PT-17A: Ausrüstung von 18 PT-17 für den Instrumentenflug.
  - PT-17B: Umrüstung von drei PT-17 zu Sprühflugzeugen.
- PT-18: PT-13 mit Jacobs R-755 Motor, 150 wurden gebaut.
  - PT-18A: Ausrüstung von sechs PT-18 für Blindflugtraining.
- PT-27: Bezeichnung für 300 an die RCAF im Rahmen des Leih- und Pachtabkommens gelieferte PT-17.

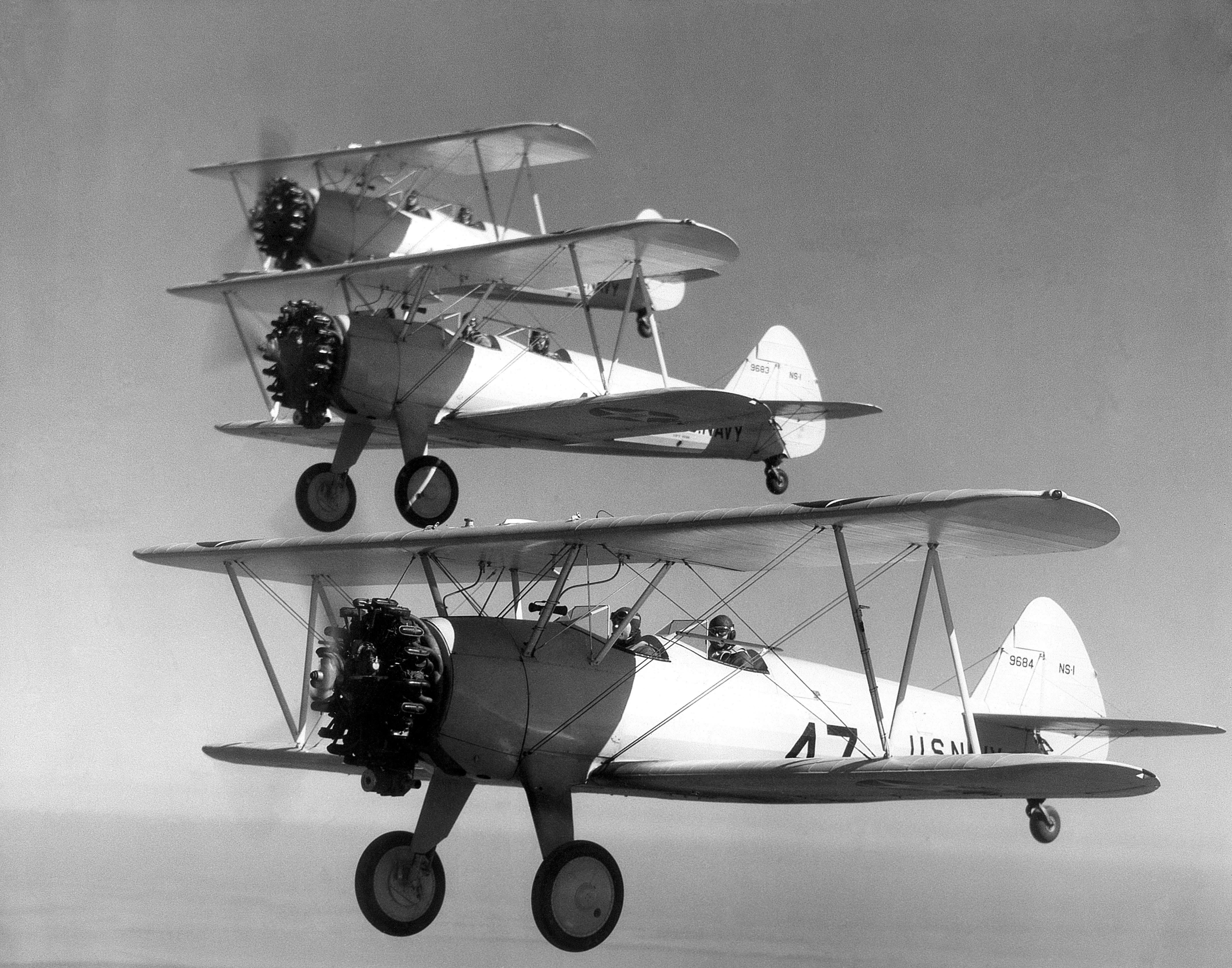
NS-1 der US Navy 1936

Die U.S. Navy setzte folgende Versionen ein:
- NS-1: 220 PS (164 kW): luftgekühlter Neunzylinder-Sternmotor Typ Wright J-5 Whirlwind, 61 wurden gebaut (Boeing Model 73)
- N2S-1: R-670-14 Motor, 250 wurden gebaut.
- N2S-2: R-680-8 Motor, 125 wurden gebaut.
- N2S-3: R-670-4 Motor, 1.875 wurden gebaut.
- N2S-4: 577 wurden gebaut, inklusive 99 PT-17 der USAAF mit R-670-5 Motor.
- N2S-5: R-680-17 Motor, 1.450 wurden gebaut.

## Produktion
Abnahme der Stearman Kaydet durch die USAAF und die US Navy 1940 bis 1945:
| Version              | 1940 | 1941 | 1942 | 1943 | 1944 | 1945 | SUMME |
| -------------------- | ---- | ---- | ---- | ---- | ---- | ---- | ----- |
| PT-13B, PT-17, N2S-3 | 376  | 1523 |      |      |      |      | 1899  |
| PT-18                | 98   | 52   |      |      |      |      | 150   |
| N2S-1                | 114  | 136  |      |      |      |      | 250   |
| N2S-2                |      | 125  |      |      |      |      | 125   |
| N2S-3                |      | 225  |      |      |      |      | 225   |
| PT-17, N2S-3, N2S-4  |      |      | 1917 | 1655 |      |      | 3572  |
| PT-27                |      |      | 300  |      |      |      | 300   |
| PT-13D, N2S-5        |      |      |      | 988  | 708  | 72   | 1768  |
| SUMME                | 588  | 2061 | 2217 | 2643 | 708  | 72   | 8289  |

Die USAAF übernahm im Laufe des Jahres 1941 die Abnahme der Kaydet für die Navy, sodass die betreffenden Flugzeuge unter der USAAF-Bezeichnung vereinnahmt wurden. In der Zahl der PT-13/PT-17 sind eine geringe Anzahl Exportmodelle enthalten. Vor 1940 wurden 295 Stearman Kaydet gebaut.

## Technische Daten

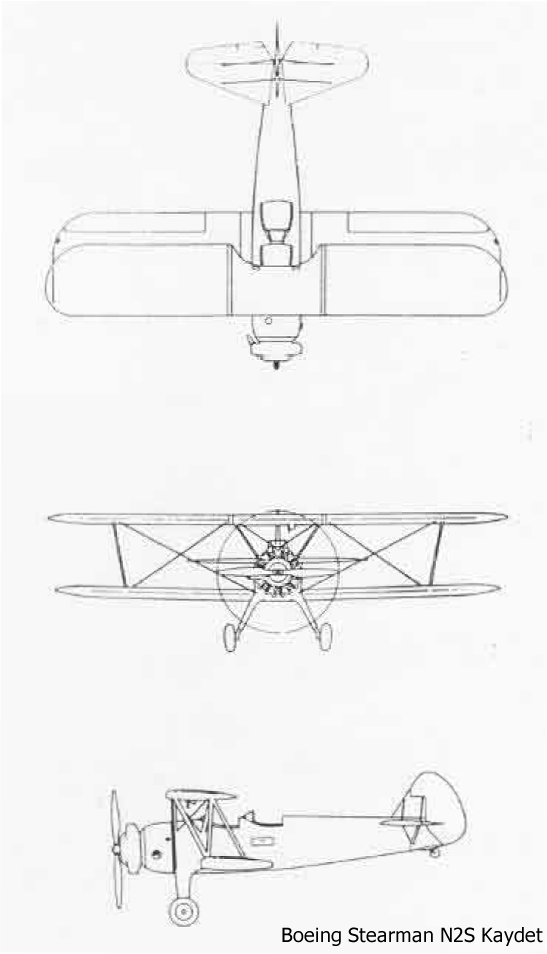
Boeing-Stearman Model 75

| Kenngröße             | Daten                                     |
| --------------------- | ----------------------------------------- |
| Besatzung             | 1+1                                       |
| Länge                 | 7,63 m                                    |
| Spannweite            | 9,8 m                                     |
| Höhe                  | 2,8 m                                     |
| Leermasse             | 880 kg                                    |
| max. Startmasse       | 1230 kg                                   |
| Höchstgeschwindigkeit | 200 km/h                                  |
| Reichweite            | 480 km                                    |
| Originalmotor         | ein Continental R-670 mit 220 PS (162 kW) |

## Zwischenfälle
In der Nutzungszeit dieses Flugzeugmodells gab es bisher 852 Unfälle mit insgesamt 207 Toten.